# Episodi di The L Word (sesta stagione)
La sesta e ultima stagione della serie televisiva The L Word, composta da otto episodi, è stata trasmessa sul canale statunitense via cavo Showtime dal 18 gennaio all'8 marzo 2009.
In Italia, la stagione è andata in onda in prima visione sul canale La7d dal gennaio 2012.
| nº | Titolo originale              | Titolo italiano          | Prima TV USA     | Prima TV Italia |
| -- | ----------------------------- | ------------------------ | ---------------- | --------------- |
| 1  | Long Night's Journey Into Day | Una lunga nottata        | 18 gennaio 2009  |                 |
| 2  | Least Likely                  | Meno probabile           | 25 gennaio 2009  |                 |
| 3  | LMFAO                         | Grosse risate            | 1º febbraio 2009 |                 |
| 4  | Leaving Los Angeles           | Via da Los Angeles       | 8 febbraio 2009  |                 |
| 5  | Litmus Test                   | Il test decisivo         | 15 febbraio 2009 |                 |
| 6  | Lactose Intolerant            | Intollerante al lattosio | 22 febbraio 2009 |                 |
| 7  | Last Couple Standing          | L'ultima coppia rimasta  | 1º marzo 2009    |                 |
| 8  | Last Word                     | L'ultima parola          | 8 marzo 2009     |                 |